# Waterwegen en Zeekanaal
Waterwegen en Zeekanaal NV è un'agenzia indipendente esterna del governo fiammingo, competente per la gestione delle vie navigabili nelle Fiandre centrali e occidentali.

## Fusioni
La struttura della società a responsabilità limitata Waterwegen en Zeekanaal è stata fondata il 1º gennaio 2005, come fusione tra l'ex NV Zeekanaal e Waterverband Grondbeheer Vlaanderen e l'amministrazione Waterwegen en Zeewijs del Ministero della Comunità fiamminga.
In attuazione dell'accordo della coalizione fiamminga del 2014 (il governo di Geert Bourgeois), i canali navigabili e il canale marittimo sono stati fusi con la nuova agenzia De Vlaamse Waterweg il 1º gennaio 2018.

## Dipartimenti
L'area di lavoro di Waterwegen en Zeekanaal NV copre la parte centrale e occidentale delle Fiandre. In termini pratici, quest'area di lavoro è suddivisa in tre dipartimenti regionali:
- il dipartimento Schelda, che, tra le altre cose, gestisce i bacini Yser, Schelda e Lys
- il dipartimento canale marittimo, che gestisce il canale marittimo Bruxelles-Schelda, il canale Charleroi, il canale Lovanio-Dyle, il canale Net e l'Alta Senne
- il dipartimento Schelda marittimo, che gestisce il bacino Schelda marittima e coordina anche l'attuazione del piano Sigma aggiornato.

La direzione generale, l'amministrazione e la politica sono organizzate in dipartimenti centrali separati che si estendono su Bruxelles e Willebroek. La sede legale si trova a Willebroek.
La costa, gli accessi marittimi e i porti sono gestiti da organizzazioni separate, proprio come il canale Alberto e i canali di Kempen, che sono gestiti da NV De Scheepvaart.

## Presidenti del consiglio di amministrazione
Il politico liberale Valère Vautmans (1943-2007) è stato il presidente del consiglio di amministrazione fino alla sua morte, avvenuta il 17 marzo 2007. Dal 2007 al 2015 è stato sostituito dal politico CD&V Albert Absillis e dal gennaio 2015 è dal politico CD&V Tom Dehaene (° 1969).